# Nikolaj Rubinstein

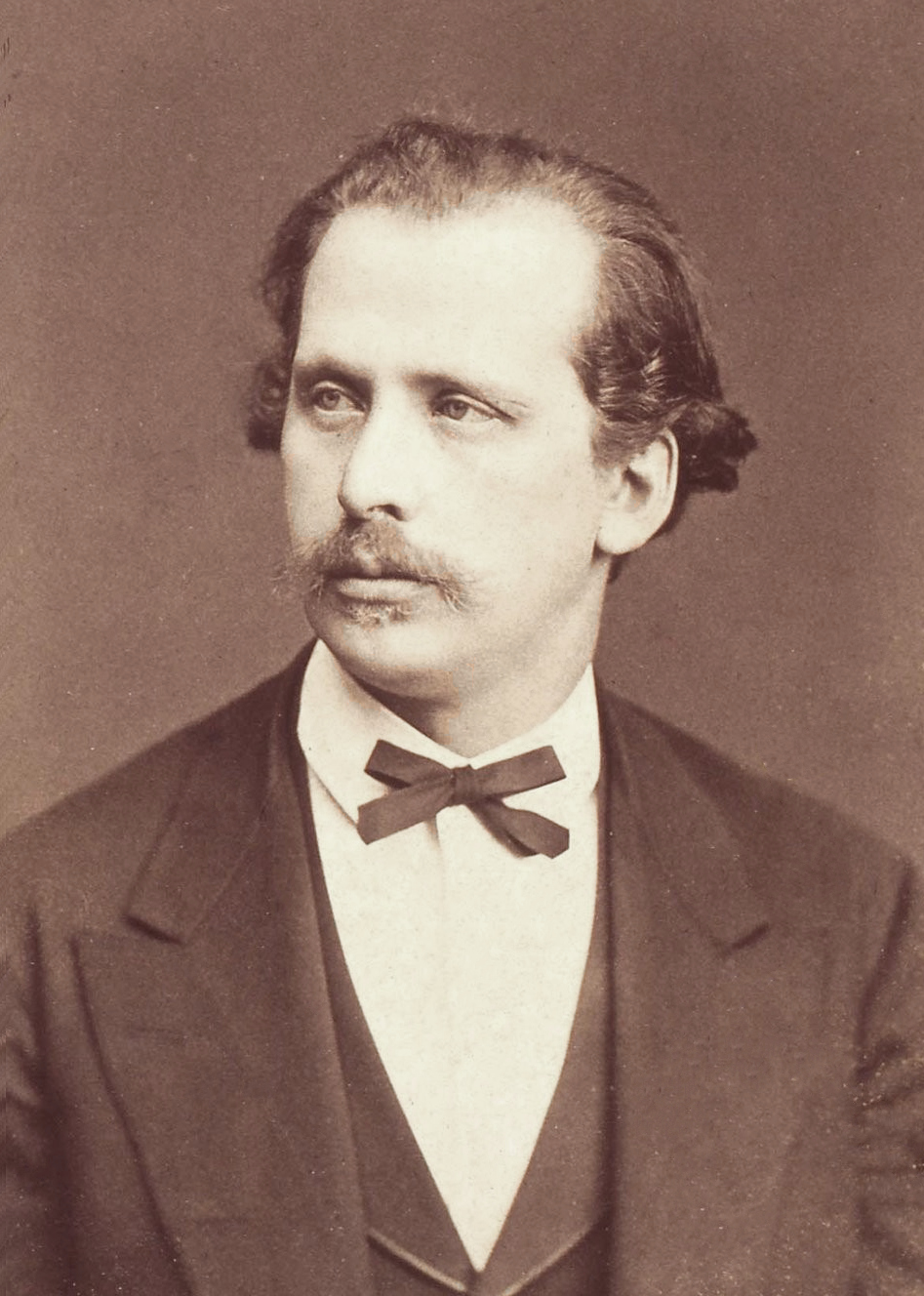
Nikolai Rubinstein

Nikolaj Grigorjevitsj Rubinstein (Russisch: Николай Григорьевич Рубинштейн) (Moskou, 2 juni 1835 – Parijs, 23 maart 1881) was een Russisch pianist en componist. Hij was de jongere broer van Anton Rubinstein en een intieme vriend van Pjotr Iljitsj Tsjaikovski.

## Leven en werk
Rubinstein leerde het pianospel eerst van zijn moeder, en later van Alexander Villoing, net zoals zijn broer. In het decennium na 1840 werden Nikolaj en Anton naar Berlijn gebracht door hun moeder, om te studeren onder Siegfried Dehn. Ze trokken de aandacht van Mendelssohn en Meyerbeer. Nikolaj (met Prins Nikolai Petrovitch Troubetzkoy) was verantwoordelijk voor de oprichting van het conservatorium van Moskou op 1 september 1866, waarvan hij de eerste directeur was. Hij werd in het algemeen beschouwd als een van de grootste pianisten van zijn tijd, hoewel zijn reputatie overschaduwd werd door die van zijn broer. Niettegenstaande dat gegeven was zijn stijl op de piano zeer verschillend van die van zijn broer. Nikolaj koos voor een terughoudend classicisme dat meer in de lijn lag van Clara Schumann dan van Franz Liszt.
Tijdens zijn positie in Moskou overtuigde hij Tsjaikovski ervan zijn Eerste pianoconcert te schrijven. Volgens Tsjaikovski's brieven was Rubinstein niet onder de indruk van het werk, en wilde hij het alleen uitvoeren als het herschreven werd. Tsjaikovski weigerde, zodat de première door pianist Hans von Bülow werd uitgevoerd. Niettemin schreef Tsjaikovski het Pianotrio in a-mineur ter ere van Rubinstein nadat deze in 1881 in Parijs was overleden aan tuberculose.
Nikolaj Rubinstein was zelf ook componist van enige betekenis. Onder zijn meest populaire werk is zijn Tarantella in g mineur en zijn Fantasia over een thema van Schumann, beide voor piano.